# Efekt Tyndalla

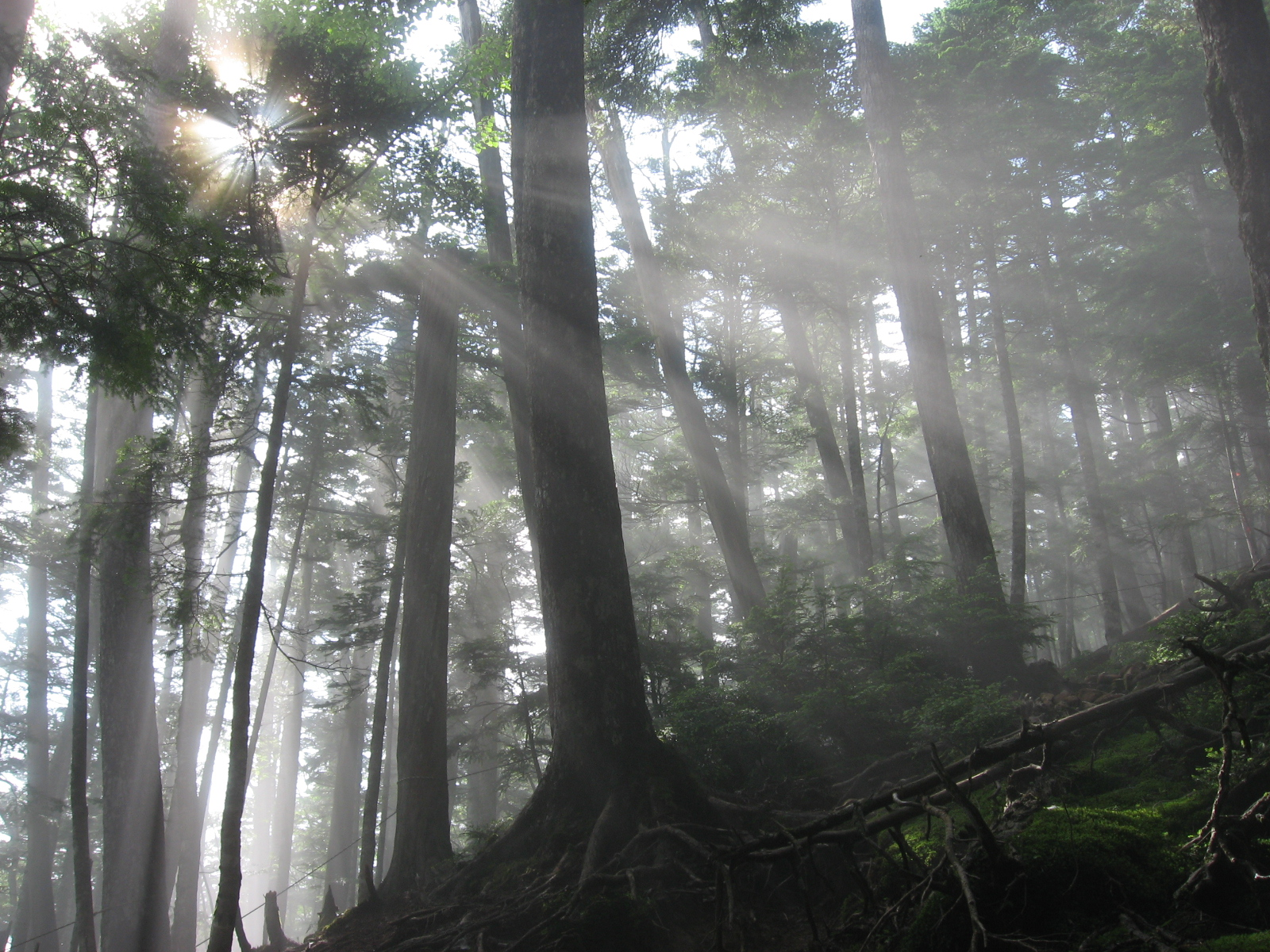
Rozpraszane światło słoneczne

Efekt Tyndalla, zjawisko Tyndalla – zjawisko fizyczne polegające na rozpraszaniu światła przez koloid z wytworzeniem charakterystycznego stożka świetlnego.
Jeżeli przez roztwór koloidalny przepuści się wiązkę światła, to wskutek uginania się promieni na cząstkach fazy rozproszonej, światło staje się widoczne w postaci tzw. stożka Tyndalla. Intensywność tego zjawiska jest tym większa, im większa jest różnica między współczynnikiem załamania fazy rozproszonej i ośrodka dyspersyjnego. Zależy również od długości rozpraszanej fali – silniej rozpraszane są fale krótsze.
Zjawisko to zostało opisane w 1859 przez irlandzkiego XIX-wiecznego badacza Johna Tyndalla. Efekt Tyndalla pozwala na ocenę stężenia roztworu koloidalnego za pomocą nefelometru. Został też wykorzystany w konstrukcji ultramikroskopu, który ma duże zastosowanie w różnorodnych badaniach koloidów, np. liczenie cząsteczek, obserwacja ruchów Browna, pomiar szybkości koagulacji i inne. Nefelometria pozwala wyznaczyć stężenie roztworu dzięki temu efektowi. Kształty geometryczne cząstek fazy rozproszonej o wymiarach odpowiadających rozdrobnieniom koloidalnym można obserwować jedynie w mikroskopie elektronowym.